# Синод
Сино́д (від грец. Σύνοδος «сход, збори, зустріч, зібрання, нарада») — певний ступінь внутрішньої свободи управління церковної організації, найвища колегіальна церковна установа для розв'язання важливіших справ під головуванням ієрарха вселенської, помісної, автономної або автокефальної церкви. Згідно з певними обставинами місця і часу відбуваються зміни у правилах та структурі: під час переслідування християн, наглої єресі, смерті голови церкви і т.ін. Прообразом синодальної системі були колегії святих Апостолів, котрі вперше зібралися у 50 році від Різдва Христового в м. Єрусалимі. Синоди бувають митрополичі (провінційні), єпархіальні, вселенські (екуменічні), католицькі «єпископські конференції». До їх компетенції належить: тлумачення догматів, нагляд за дотриманням традиції, питання духовної цензури, місіонерської діяльності, освіти, боротьби зі схизмою і єресями, рішення церковно-адміністративних питань (канонічної дисципліни), обрання і представлення на затвердження кандидатів на єпископство, скликання виборів патріарха тощо. Такий колегіальний устрій наслідує апостольські принципи, забезпечує гарантії неупередженості, підвищує авторитет церковних рішень, усуває небезпеку двовладдя (відомого в історії Речі Посполитої та Російської імперії як «папоцезаризм» та «цезарепапізм» — прикриття політичних цілей релігією).

## Історія синодів християнських конфесій
- В Україні з давніх-давен синод прийнято називати по-слов'янськи «собор»[1], і тільки в Українській католицькій церкві деякі автори назву собор прикладають лише до Вселенського собору, а для інших (вужчих) церковних зібрань вживається назва синод. Наприклад, Берестейський синод (1596), Замойський синод (1720), Львівський синод (1891) тощо. Синодом українською мовою прийнято називати діючі у Східних Церквах так звані «постійні синоди», які є або виконавчим органом правління помісної церкви, або тільки дорадчим, залежно від канонічного устрою тієї чи іншої церкви. Вони звичайно складаються з кількох обраних чи призначених єпископів, що збираються під головуванням свого найвищого ієрарха (патріарха, верховного архієпископ, архімандрита, митрополита, архієрея, кардинала чи католікоса).

- У Російській імперії у 1721–1917 р. діяв як найвищий орган управління Російської православної церкви, замість патріарха, — так званий Священний синод Російської православної церкви на чолі з обер-прокурором для державного контролю (посада дорівнювала міністрові), він звіряв рішення синоду зі світськими законами, спостерігав за сесіями (засіданнями синоду). Оскільки Указом від 25 січня 1721 р. російського імператора Петра I ліквідовано патріаршество для реалізації ідеї «цезарепапізму» (відкрита 14 лютого 1721 р. духовна колегія «Святіший всеросійський правлячий синод») — російський імператор оголосив себе «верховним суддею» у віросповідній царині над синодом. На вимогу Петра I голова «вченої дружини» українець Феофан Прокопович провів синодальну реформу через «Духовний регламент», і особисто збирав підписи єпископів з лютого 1720 р. на підтримку. Синод РПЦ МП мав статус вищої державної установи подібно Сенатові. Були утворені органи: Комісія духовних училищ 1808 року, Духовно-навчальне управління 1839 р., Навчальний комітет 1867 р., Училищна рада 1887 р. (керувала «Недільними школами», Передсоборна присутність 1906 р.. З 1817 р. синод входить до складу Міністерства духовних справ і народної освіти. Царський уряд міг скасувати будь-яку релігійну постанову синоду, вплинути на скликання синоду або звільнення осіб з синоду. До компетенції синоду належали контори, в яких працювали світські особи. До 1917 р. в складі синоду 8 єпархіальних єпископів, 2 віце-президенти. З тих восьми — було 4 радники і 4 асесори. Яких очолював «президент» — першим був українець Стефан (Яворський). Після 1917 р. з відновленням Московського Патріархату РПЦ Святіший синод — є дорадчий і виконавчий орган при патріархові московському і всієї Русі. В СРСР Російська православна церква мала у синоді 5 постійних єпископів і 3 тимчасових єпископи. Діяли в ньому відділи: навчальний, видавничий, господарський, зовнішніх церковних стосунків та ін. Сучасна Українська православна церква (Московський патріархат) має синод з 8 єпископів, з такими ж функціями на місцевому рівні, але право затверджувати кандидатуру нового митрополита київського залишилося за Москвою.

- В УАПЦ синод діяв у 1918 р. та 1921 р., в яких брали участь крім кліриків (духовних осіб) і миряни (світські особи). В Українській православній церкві були намагання мати свої постійні Синоди. Наприклад, у Польщі (1922—1939 р.), в Україні (під час Другої світової війни 1941—1944) і в УАПЦ в діаспорі (1946—1949 р.). Після 1991 р. УАПЦ не має синоду, але його функції у період між соборами виконує Патріарша рада і Архієрейський собор, що збирається не рідше 1 разу на 1 рік. У якому під наглядом 7 єпископів утворені комісії: літургійна, у справах молоді, міжцерковних і міжнародних стосунків, у справах душпастирської опіки у війську, навчальний комітет і передсоборна комісія для скликання помісного собору 1 раз у 4 роки, ревізійна.

- В УПЦ КП після 1992 р. синод складається з 9 єпископів на чолі з патріархом. З яких — 6 осіб від «постійного синоду» та 2 особи від «тимчасового синоду». Їх відділи та комітети відають справами: навчальними, зовнішніх церковних зв'язків, духовним управління патріотичного виховання в Збройних Силах України, духовним вихованням в пенітенціарних установах, етично-моральними у медичній галузі (біоетика), господарчими, видавничими. Діє дорадчий орган Вища церковна рада з участю мирян.

- В Українській католицькій церкві постійні синоди стали актуальними тільки по проголошенні Східного церковного права «про Особи» (1957 р.), після чого постійні синоди помісної церкви складаються з голови тієї церкви та 4 єпископів, з яких два входять за правом старшинства, одного обирає єпископат, а одного призначає патріарх чи верховний архієпископ. Подібний до них постійний Синод обрано 1972 р. в Українській католицькій церкві з осідком у м. Римі. Після 1991 р. в Україні синод УГКЦ складався з 40 єпископів, до компетенції котрого входить видавати церковні закони і виносити судові рішення. Патріарх та 4 єпископи складають «постійний синод», який є виконавчим органом синоду УГКЦ. Синод зосереджує виконавчу, законодавчу і судову влади. Який скликається 1–2 рази на 1 рік з ініціативи патріарха або 1/3 голосів від загального числа єпископів. Обирає таємним голосуванням патріарха, компетентний пропонувати кандидатів на єпископство. Через комісії і секретаріати відає справами: літургійними, теологічними, канонічними, екуменічними, беатифікаційними, молоді і подружжя (мирян), пасторально-місійного планування (євангелізації), катехізації, чернечого життя, священницької формації, цензури, фінансів і бюджетів, юрисдикції єпархій, підготовки скликання собору 1 раз у 5 років й ін.

- У римо-католицькій церкві Синод утворений Папою Павлом VI за рекомендацією Другого Ватиканського собору в 1965 році. Синод збирається з ініціативи Папи один раз на 3 роки. Рішення приймаються 2/3 голосів і набувають чинності після затвердження Папою. Частина єпископів обирається національною конференцією єпископів, інша — призначується Папою. Членство у синоді при Папі є представницьким від кожної окремої церкви. Для уникнення впливу на представництво — між представниками різних церков вибори не проводяться. Рішення помісних чи провінційних синодів — затверджує також Папа. В Україні такий синод складається з 8 єпископів. Враховуючи негативний досвід системи нестабільного управління завдання цього синоду є консультативні. Які бувають звичайні, позачергові, спеціальні. І відають питаннями, які допомагає розв'язувати папська адміністрація (курія): 9 конгрегацій, 3 трибунали, 12 рад, 8 префектур (служб або урядів), комісії та комітети, секретаріат, 130 легатів (послів) та нунції. Мають завдання поширення справедливості і миру, сприяння єдності християн, захист віровчення і моралі (доктрини віри), діалогу з невіруючими, діалогу між конфесіями, про сім'ю (мирян), сприяння культурі, соціальні відносини, питання майна та економіки тощо. З таким же синодальним характером відбувається «конклав» з метою вибору нового Папи — «кардинальскою колегією» з 120 осіб через таємне голосування (діє з 1 ст.). Подібно в православ'ї Вселенського патріарха обирає єпископат. Для уникнення негативного явища «цезарепапізму» утворена держава Ватикан, що діє як суб'єкт міжнародного права.

- Серед розмаїтих деномінацій у протестантських течій звичайно синод є єдиним керівним органом.

Синод репресивно зігнаний державною спецслужбою без єпископів є нелегітимним, як наприклад Львівський собор 1946.